# Haruspex bivittis
Haruspex bivittis là một loài bọ cánh cứng trong họ Cerambycidae.